# Samuel Lillo
Samuel A. Lillo Figueroa (Lota, Región del Biobío; 13 de febrero de 1870-Santiago, Región Metropolitana de Santiago; 19 de octubre de 1958) fue un poeta y novelista chileno, Premio Nacional de Literatura 1947.

## Biografía
Hijo de José Nazario Lillo Robles, empleado de la compañía minera de Lota, y de Mercedes Figueroa, pareja que tuvo otros dos varones: Emilio y el escritor Baldomero, autor de los libros de cuentos Subterra y Sub sole. Su tío era Eusebio Lillo, autor del himno nacional chileno.
Vivió los primeros años en su ciudad natal, pero cuando tenía 10 años, la familia se trasladó a Lebu. Sobre esa época recordó: «En Lebu traté por primera vez a los araucanos, cuyas hazañas e infortunios iban a ser más tarde los temas predilectos de mis trabajos literarios».  Se educó en los liceos de hombres de esa ciudad y de Concepción. 
En 1889 viajó a Santiago para rendir el bachillerato y después ingresó en la Escuela de Leyes de la Universidad de Chile, donde se tituló de abogado en 1896. Algunos años más tarde, ya cumplidos los 30, estudió castellano y literatura en el Instituto Pedagógico, del que egresó en 1905.
Había comenzado a trabajar en su época de estudiante, 1891, como funcionario de la secretaría de su alma mater, donde serviría durante 37 años. Allí enseñó derecho minero, llegando a ser prorrector (1915-1923). 
Fue también profesor de castellano y literatura en el Instituto Nacional y en la Escuela Militar, en la que fundó una academia literaria. La letra del himno de esta institución castrense pertenece a Samuel Lillo.
En 1899, Lillo restauró el Ateneo de Santiago, que había desaparecido después de la guerra civil chilena de 1891, y fue su secretario vitalicio.  
Aunque desde muy niño sintió el llamado de la lírica, comenzó su carrera literaria a los 30 años de edad, con la publicación del libro Poesías (1900); Lillo fue, además, narrador y ensayista. 
Su labor como educador fue excepcional: dio conferencias sobre escritores nacionales, inauguró cursos literarios y coronó sus lecciones universitarias con su libro Literatura chilena, publicada en 1918 y adoptada en la enseñanza secundaria de esa época.
La quinta edición (1930) de este libro fue recibida con inusual molestia en el ambiente intelectual, al punto de que algunos críticos y escritores amenazaron con golpear a Lillo. El motivo de la airada reacción eran los comentarios sobre los críticos literarios:

Desgraciadamente la crítica está ahora, salvo honrosas excepciones, en manos de escritores que, no habiendo conseguido hacer obra propia, han escogido la fácil tarea, según ellos, de juzgar a los demás. Hemos visto llegar a las redacciones de los diarios y revistas a jóvenes que, no habiendo sido capaces de continuar sus estudios, han sentado plaza de periodistas, y, lo que es más curioso, de críticos de letras y de artes
Samuel Lillo, Literatura chilena, página 569.linen

Si bien Lillo no los menciona, sus afirmaciones estaban dirigidas especialmente contra Hernán Díaz Arrieta (alias Alone) y Ricardo A. Latcham, quienes habían interrumpido sus estudios en algún punto de su evolución.
En 1929 Lillo fue elegido miembro de la Academia Chilena de la Lengua.
Samuel Lillo se casó joven con Amantina Quezada Acharán (1871-1931), con quien tuvo 8 hijos: Jorge, Elena, María, Sara, Inés, Ema, Regina y Aurora Lillo Quezada. Jorge trabajó como oficial mayor del ministerio de Justicia; Elena y Aurora estudiaron en el Instituto Pedagógico de la Universidad de Chile, la primera francés y la segunda, castellano.

## Premios y reconocimientos
- Primer premio en el Concurso del Consejo Superior de Letras 1911 por Chile heroico
- Primer premio en el Concurso del Círculo Naval de Valparaíso 1911 por Romancero del mar
- Primer premio del Concurso del Consejo de Instrucción Pública 1914 por A Vasco Núñez de Balboa. Canto lírico
- Primer premio del Concurso de los Juegos Florales de Tucumán 1916 por Canto a la América Latina
- Primer premio de los Juegos Florales Cervantinos de Valparaíso 1916 por Canto lírico a la lengua castellana
- Flor de Oro 1916 (Juegos Florales de la Raza, Concepción) por  Canto a Isabel La Católica
- Premio de la Poesía Hispanoamericana 1927 (Real Academia Española) por Bajo la Cruz del Sur
- Premio Nacional de Literatura 1947
- Orden de Isabel la Católica

## Obras

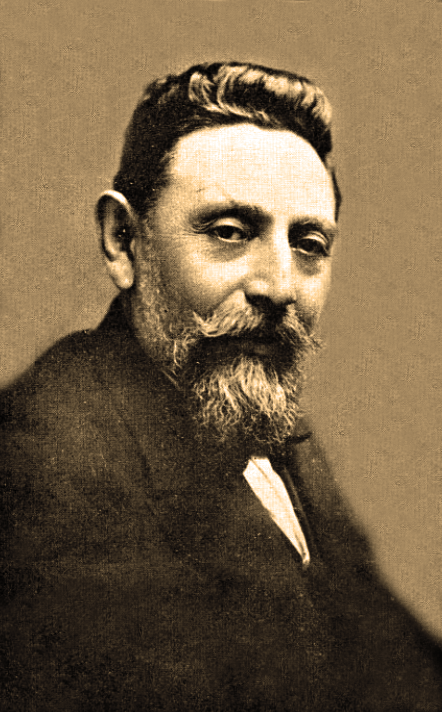
Samuel Lillo.

- Poesías, Imprenta Moderna, Santiago, 1900
- Antes y hoy, poesías (1905).
- Canciones de Arauco, Imprenta Cervantes, Santiago, 1908; descargable desde Memoria Chilena (reedición: Editorial Universitaria, Santiago, 1996)
- Chile heroico, Imprenta Barcelona, Santiago, 1911
- La Concepción, poema, Imprenta Cervantes, Santiago, 1911
- La escolta de la bandera, Imprenta Cervantes, Santiago, 1912
- Canto a la América Latina, Imprenta Cervantes, Santiago, 1913; descargable desde Memoria Chilena
- A Vasco Núñez de Balboa. Canto lírico, Imprenta Barcelona, Santiago, 1914; descargable desde Memoria Chilena
- Literatura chilena, Imprenta Universo, Santiago, 1918
- Bajo la Cruz del Sur, Nascimento, Santiago, 1926; descargable desde Memoria Chilena
- Cantos filiales, Imprenta Universitaria, Santiago, 1926
- Ercilla y La Araucana, ensayo, Balcells, Santiago, 1928
- Fuente secreta, poesía, Editorial del Pacífico, Santiago, 1933; descargable desde Memoria Chilena
- Campanario de humanidad, poema, Editorial del Pacífico, Santiago, 1938
- El río del tiempo, Editorial del Pacífico, Santiago, 1942
- Discursos patrióticos y académicos, 1944
- Espejo del pasado. Memorias literarias, Nascimento, Santiago, 1947
- Lámpara evocadora, sonetos, E.N. de Artes. Gráficas, 1949
- Primavera de antaño, poesía, Imprenta Universitaria, Santiago, 1951